# 3428 Roberts
Roberts (asteróide 3428) é um asteróide da cintura principal, a 2,2267568 UA. Possui uma excentricidade de 0,1643614 e um período orbital de 1 588,83 dias (4,35 anos).
Roberts tem uma velocidade orbital média de 18,24591237 km/s e uma inclinação de 8,84116º.
Este asteróide foi descoberto em 1 de Maio de 1952 por Goethe Link Obs..